# The bianca Story
The bianca Story ist eine Schweizer Band aus Basel. Ihre Musikrichtung wird oft als Art Pop bezeichnet. Sie hat sich neben Albumveröffentlichungen und Tourneen auch einen Namen im Feld des Musiktheaters gemacht und ist für ihre kunstvollen Inszenierungen rund um die Musik bekannt. Seit 2011 ist sie bei Motor Music unter Vertrag.

## Geschichte
2006 gründeten Fabian Chiquet und Elia Rediger in Basel die Band The bianca Story. Seit 2010 besteht die Gruppe ausserdem aus Anna Gosteli, Joël Fonsegrive und Lorenz Rutigliano und spielt live mit zusätzlichen Musikern (u. a. Jonas Wolf, Victor Moser). Nach europaweiten Tourneen, mehreren Alben und Soundtracks für Musiktheater, wurden sie als «wichtigste Band der Schweiz» bezeichnet.
2008 veröffentlichten sie ihr erstes Album Hi Society! auf dem deutschen Label Rodeostar Records und waren damit vor allem in Osteuropa unterwegs.
Ihr Unique Copy Album wurde 2009 als 2 × 2 Meter große Skulptur produziert und an einer Kunstauktion für über 10'000 Schweizer Franken an einen Kunstsammler versteigert. Die Songs zu diesem Werk wurden gratis zum Download freigegeben. Damit stellten sie zum ersten Mal die gängigen Vertriebsstrukturen der Musikindustrie auf den Kopf. Das Album als Skulptur bescherte der Band grosse mediale Aufmerksamkeit und das Signing beim deutschen Label Motor Music und ihrem Manager Tim Renner.
Das zweite Album, Coming Home, wurde in den Londoner Abbey Road Studios aufgenommen und erschien im Januar 2012 bei Motor Music. Über die Zeit in den Abbey Road Studios drehte der Basler Filmer Gregor Brändli den Dokumentarfilm High&Low. Die Singles Coming Home und der Remix zu Dancing People Are Never Wrong von Jan Blomqvist wurden im Radio und auf den Dancefloors rauf und runter gespielt. Im März 2012 wurden sie von der Deutschen Oper Berlin zu einem Gastspiel ihres Musiktheaterstücks M & The Acid Monks eingeladen, das sie zusammen mit Regisseur Daniel Pfluger als selbsternanntes Desert-Popstück geschrieben hatten.
Im Jahr 2013 starteten sie das Crowdfunding-Projekt Bist du Kumpel?, bei dem sie 90'000 Euro sammelten, um ihr neustes Studioalbum DIGGER kostenfrei veröffentlichen zu können. Symbol dieser Aktion war das Graben eines Tunnels durch die Berge. Dies stellte die Befreiung der Musik von den Fesseln der Musikindustrie symbolisch dar. Und der Durchbruch gelang: Am 11. November 2013 schlossen sie ihr Crowdfunding-Projekt nach nur 75 Tagen mit 91'662 Euro erfolgreich ab. 630 Fans hatten das Projekt unterstützt. Der Betrag war die damals höchste per Crowdfunding gesammelte Summe für Musik in Europa. Das danach veröffentlichte Album enthielt neben den Singles Glück Macht Einsam und Neon Sand, einen gemeinsamen Track mit Dieter Meier von Yello. Der Song Does Mani Matter? ist eine Anspielung auf den Schweizer Liedermacher Mani Matter und die ökonomischen Kunstprojekte der Band.
Im März 2014 realisierten sie in Kooperation mit dem Regisseur Daniel Pfluger im Rahmen der DIGGER-Tour die Uraufführung des Konzerttheaters Gilgamesh Must Die! an der Deutschen Oper Berlin. Das Stück war danach auch in der Schweiz zu sehen. Nach zahlreichen Tourneen begannen sie 2015 mit der Arbeit an der Musik für Peter Pan mit Michael Lippold am Konzert Theater Bern. Premiere war am 4. Dezember 2015. Das Stück wurde zu einem grossen Publikumserfolg und erreichte in 20 Shows 15'000 Zuschauer.
Momentan arbeiten die Mitglieder an diversen Soloprojekten und leben in Berlin, Bern, München und Basel.

## Diskografie

### Alben
- 2008: Hi Society!
- 2009: Unique Copy Album (EP) Multimediainstallation
- 2012: Coming Home
- 2013: M & The Acid Monks
- 2013: DIGGER
- 2020: Fata Morgana

### Singles
- 2012: Lazy Boy
- 2010: Coming Home
- 2012: Lazy Boy
- 2012: Dancing People Are Never Wrong (Jan Blomqvist Remix)
- 2013: Does Mani Matter?
- 2013: Glück Macht Einsam
- 2013: Neon Sand
- 2020: Fly

### Musiktheater
- 2009: Chris Crocker – Die Elektro Oper (Regie: Victor Moser, Elia Rediger & Fabian Chiquet)
- 2011: M & The Acid Monks (Regie: Daniel Pfluger)
- 2014: Gilgamesh Must Die! (Regie: Daniel Pfluger)
- 2015: Peter Pan (Regie: Michael Lippold)